# Brigitte Guibal
Brigitte Guibal (ur. 15 lutego 1971 w Mende) – francuska kajakarka górska. Srebrna medalistka olimpijska z Sydney.
Zawody w 2000 były jej jedynymi igrzyskami olimpijskimi. W Barcelonie zajęła drugie miejsce w rywalizacji kajakarek w jedynce. Zdobyła złoty medal mistrzostw świata w 1997 zarówno indywidualnie, jak i w drużynie kajakarek (K-1). W 2000 była indywidualnie druga na mistrzostwach Europy.